# Mathieu Flamini
Mathieu Flamini (Marseille, 7 de março de 1984) é um ex-futebolista francês que atuava como volante.

## Carreira

### Marseille
Flamini foi um jogador do time juvenil do clube profissional de sua cidade natal, o Olympique de Marseille. Ele fez sua estréia pela equipe principal em 20 de dezembro de 2003 na vitória por 1-0 sobre o Toulouse FC. Ele impressionou como um jogador de meio-campo que trabalha pela equipe, jogou 14 vezes paraa o clube. No entanto, foi seu desempenho na campanha de Marselha na Copa da UEFA que o levou ao conhecimento do mundo do futebol em geral, incluindo a vitória na semi-final sobre o Newcastle United. Ele jogou na final em Gotemburgo, em que o Valencia CF venceu por 2-0. Devido à sua idade, o Marseille foi incapaz de oferecer-lhe um contrato de longa duração profissional.

### Arsenal

#### 2004-2005
Em 23 de julho de 2004, Flamini assinou um contrato profissional com a equipe do  Arsenal FC, rejeitando a oferta do Marseille de um contrato de longo prazo profissional ao qual ele já havia acordado verbalmente. Logo após o incidente, o gerente de Marselha, José Anigo declarou: "Esta é uma traição bonita. Ele me usou."
Flamini fez sua estréia Arsenal na vitória por 4-1 com o Everton FC em 15 de agosto de 2004. Ele foi usado como um jogador útil iniciando 9 jogos como titular, mas sendo usado como substituto em 12. A temporada seguinte viu o preenchimento de uma série de jogadores lesionados, mas incapaz de comandar a equipe titular em sua posição preferida.

#### 2005-2006
Embora, a princípio jogue como volante, ele tem sido usado como lateral direito. Devido aos desfalques na linha defensiva do Arsenal, ele também tem jogado na posição de lateral esquerdo, após a lesão de Ashley Cole, Gaël Clichy, Pascal Cygan, Lauren e Kerrea Gilbert. No entanto, apesar de estar de pé direito, Flamini demonstrou desempenho admirável durante o resto da Premier League e na campanha da Liga dos Campeões. Quando Ashley Cole se encaixar novamente, porém, ele voltou ao time titular. Em maio de 2006 ele entrou como substituto aos 76 minutos na Liga dos Campeões em Paris em um jogo onde o Arsenal perdeu para o Barcelona.

#### 2006-2007
Na temporada 2006-07, Flamini fez o gol da vitória contra o Dinamo Zagreb na fase pré-eliminatória da Liga dos Campeões. Ele também marcou gols importantes contra o Chelsea FC, Blackburn Rovers e Liverpool FC na Premier league. No entanto, apesar destas metas importantes, ele permaneceu insatisfeito com a sua utilidade no clube e em abril de 2007, ele admitiu que provavelmente iria deixar o Arsenal no verão. No entanto, Flamini rejeitou uma proposta de £ 3 milhões para assinar com o Birmingham City. Após uma longa conversa com o treinador Arsène Wenger ele permaneceu com a equipe do Arsenal.

#### 2007-2008
Flamini começou no meio-campo para a primeira partida do Arsenal da temporada 2007-08 da Premier League, devido à ausência de Gilberto Silva e Abou Diaby. Durante o início da campanha do Arsenal, 2007-08, iniciou uma forte parceria com Cesc Fàbregas, mantendo-se com Gilberto Silva fora do onze inicial. Flamini teve uma boa afinidade geral com os fãs do Arsenal, que lhe forneceu a sua própria canção, uma adaptação da música tema de programa de televisão britânico The Sweeney. Em 29 de janeiro de 2008, ele marcou um gol extraordinário na vitória do Arsenal por 3-0 sobre o Newcastle United na Premier League. Jogou em 08 de abril de 2008, um jogo da UEFA Champions League em que o Arsenal foi eliminado pelo rival Liverpool FC. Após a partida, foi relatado que ele se machucou. Ele provou ser a sua última partida pelo Arsenal.  Em abril de 2009, ele declarou em uma entrevista que ele ainda é um torcedor do Arsenal e que não tem ressentimentos em relação ao clube, O Arsenal está no meu coração e que estará em meu coração para sempre , eu sempre serei um torcedor do Arsenal e sair não foi fácil, disse ele.

### Milan
Flamini assinou um contrato com o Milan em 5 de maio de 2008 no valor de € 5,6 milhões por temporada durante um período de quatro anos . Flamini usava o número 84 em sua camisa para representar o seu ano de nascimento. Ele fez sua estréia na Série A em 30 de agosto de 2008 em uma derrota por 2-1 para o Bologna  .
Na primeira metade da temporada, Flamini não apreciou o número de partidas ou aparições na equipe italiana, e foi considerado como um jogador de pouca utilidade no AC Milan assim como nos seus primeiros anos no Arsenal. No entanto, na segunda metade da temporada, as lesões de outros jogadores e a sua boa forma consistente o ajudou a ocupar uma vaga de titular na lateral. Com a dificuldade do Milan para encontrar uma defesa estável Gianluca Zambrotta foi mudado para o lado oposto para ajudar Flamini a ganhar um lugar como um lateral direito de novo. No entanto, após afirmar que ele não quer voltar a jogar em pleno, o Milan o colocou como um volante . Ele também ajudou a sua equipe com um gol, para ajudar a conquistar um empate na copa da Itália contra o Novara, em 13 de janeiro de 2010. Flamini viu o seu tempo de jogo diminuir perto do final da temporada 2009-10, devido à grande forma de capitão do Milan, Massimo Ambrosini, outro volante.

### Arsenal
Acertou a sua volta para os Gunners após 5 anos. Flamini começou a treinar com o Arsenal no início de agosto, para "apenas manter a forma". Flamini, no entanto, assinou com o Arsenal no dia 29 de agosto de 2013 e se tornou a segunda aquisição do Arsenal do verão, depois de Yaya Sanogo. Ele fez a sua estréia retornando no dia 1 de setembro, no Emirates Stadium contra o Tottenham Hotspur, aproximando-se de Jack Wilshere e ajudando a equipe a garantir uma vitória por 1-0. Ele marcou o seu primeiro gol na sua segunda passagem pelo Arsenal em 30 de novembro, o segundo da vitória por 3-0 fora de casa contra o Cardiff City. Ele também marcou em um empate 1-1 crucial contra o Manchester City depois de uma má atuação do Arsenal , ajudando o clube a conseguir uma eventual posição na liga entre os quatro primeiros colocados. No início de 2013-14 pela FA Cup, Flamini expressou o seu desejo de ganhar a Copa, depois de ter sido deixado de fora da equipe quando o Arsenal venceu a final da FA Cup de 2005. O Arsenal ganhou o torneio naquele ano, embora Flamini tenha sido reserva e não tenha sido utilizado na final, também ficou no banco de reservas quando o Arsenal repetiu o feito, tornando-se campeão da FA Cup novamente em 2015. Em 23 de Setembro de 2015, Flamini ganhou a sua primeira partida da temporada 2015-16 na terceira eliminatória da Copa da Liga Inglesa contra o Tottenham Hotspur. Ele marcou os dois gols do Arsenal e foi considerado o homem do jogo (man of the match).

### Crystal Palace
Flamini acerta com o Crystal Palace em uma transferência livre no dia 08 de Setembro de 2016.

### Getafe
Flamini voltou aos gramados no dia 11 de fevereiro de 2018, no segundo tempo, contra o Barcelona, pela La Liga 2017-2018. Seu último jogo tinha sido em maio de 2017.

## Carreira como empreendedor
Em 2008, ao se transferir para o Milan conheceu Pasquale Granata, um jovem economista e empreendedor da cidade de Caserta. Juntos, fundaram a GFBiochemicals, a primeira empresa do mundo a produzir o Ácido levulínico. A empresa recebeu inúmeros prêmios de inovação na área da sustentabilidade, e lhe deu ganhos que ele jamais conseguiria apenas jogando bola. É avaliada em 30 bilhões de euros (cerca de 120 bilhões de reais) valor que a torna mais valiosa que Barcelona e Real Madrid, (segundo a revista Forbes, ambas equipes valem juntas 7,2 bilhões de euros). Ele manteve em segredo seus investimentos até 2015, quando finalmente os revelou. Flamini foi eleito pela Time (revista) como Pessoa do Ano em 2015. Ele também faz parte do Comitê de Excelência Ambiental da candidatura de Paris como sede dos Jogos Olímpicos de Verão de 2024.

## Títulos
Arsenal
- Supercopa da Inglaterra: 2004 e 2014
- Copa da Inglaterra: 2004–05, 2013–14 e 2014–15

Milan
- Serie A: 2010–11

## Estatísticas
Até 23 de julho de 2008.

### Clubes
| Clube     | Temporada | Campeonato Nacional | Campeonato Nacional | Copa Nacional | Copa Nacional | Competições Européias | Competições Européias | Outros Torneios | Outros Torneios | Total | Total |
| Clube     | Temporada | Jogos               | Gols                | Jogos         | Gols          | Jogos                 | Gols                  | Jogos           | Gols            | Jogos | Gols  |
| --------- | --------- | ------------------- | ------------------- | ------------- | ------------- | --------------------- | --------------------- | --------------- | --------------- | ----- | ----- |
| Marseille | 2003–04   | 14                  | 0                   | -             | -             | 9                     | 0                     | -               | -               | 23    | 0     |
| Marseille | Total     | 14                  | 0                   | -             | -             | 9                     | 0                     | -               | -               | 23    | 0     |
| Arsenal   | 2004–05   | 21                  | 1                   | 7             | 0             | 4                     | 0                     | -               | -               | 32    | 1     |
| Arsenal   | 2005–06   | 31                  | 0                   | 5             | 0             | 12                    | 0                     | 1               | 0               | 49    | 0     |
| Arsenal   | 2006–07   | 20                  | 3                   | 6             | 0             | 6                     | 1                     | -               | -               | 32    | 4     |
| Arsenal   | 2007–08   | 30                  | 3                   | 2             | 0             | 8                     | 0                     | -               | -               | 40    | 3     |
| Arsenal   | Total     | 102                 | 7                   | 20            | 0             | 30                    | 1                     | 1               | 0               | 153   | 8     |
| CTotal    | CTotal    | 116                 | 7                   | 20            | 0             | 39                    | 1                     | 1               | 0               | 176   | 8     |